# LS Водолея
LS Водолея (лат. LS Aquarii), HD 218732 — одиночная переменная звезда в созвездии Водолея на расстоянии (вычисленном из значения параллакса) приблизительно 5972 световых лет (около 1831 парсека) от Солнца. Видимая звёздная величина звезды — от +8,61m до +8,33m.

## Характеристики
LS Водолея — жёлтый сверхгигант, пульсирующая полуправильная переменная звезда типа SRD (SRD:) спектрального класса G6/G8Ib. Эффективная температура — около 4066 К.